# Œuvres vives
Les œuvres vives d'un navire sont la partie immergée de la coque, par opposition aux « œuvres mortes », qui désignent tout ce qui est au-dessus de l'eau.
Elles sont considérées comme vives, car elles contribuent à la bonne marche du bateau, et à sa pérennité, alors que les œuvres « mortes » n'ont pas d'utilité en ce qui concerne la navigation proprement dite.[réf. nécessaire]
La vie sous-marine, intense dans toutes les parties du globe, a tendance à souiller, par l'accumulation de petits organismes, puis des développements d'algues, mollusques et autres concrétions (bernacles), cette partie toujours dans l'eau. La résistance à l'avancement est alors fortement augmentée, et ralentit d'autant la marche des bateaux.
Il est donc nécessaire d'en nettoyer la surface à intervalles réguliers. On parlait, dans les voiliers anciens, de carénage, ou d'« abattage en carène ». Ceci se faisait en allégeant d'abord le navire, puis, en tirant sur les mâts d'un côté, on mettait à l'air une moitié de la coque, qui était alors nettoyée puis re-goudronnée. Cette opération, longue et difficile, mettant à contribution tout l'équipage, était pratiquée dans les grands voyages dans des mers où le marnage dû aux marées était insuffisant.
Pour les navires modernes, des revêtements de surface anti-salissures (on parle d'anti-fouling) sont appliqués lors des passages en cale sèche, qui prolongent durablement les nettoyages de coque, mais leur innocuité sur le biotope marin est contestée.